# Раптове видавлювання вугілля
Раптове видавлювання вугілля з попутним газовиділенням — швидкоплинне зміщення вугільного масиву у виробку без відкидання вугілля.

## Загальний опис
Раптове видавлювання вугілля супроводжується утворенням у вугільному пласті порожнини, заповненої зруйнованим великогрудковим вугіллям, глибина якої менша за її ширину. Крім того, в порушеному пласті спостерігаються пустоти, зяючі тріщини, часто — щілини між покрівлею і пластом з тонкодисперсним вугільним пилом на поверхні щілини. Видавлений вугільний масив зберігає структуру. Відбувається зміщення кріплення та механізмів. Відносне газовиділення дорівнює або менше різниці між природною газоносністю пласта і залишковою газоносністю видавленого вугілля. Можливе ураження людей внаслідок загазування виробок або механічного притискання і удару зруйнованим вугіллям. Порушення технологічного циклу можливе внаслідок пошкодження кріплення і обладнання, а також пошкодження лінії діючого вибою.
Явище виникає на газоносних пластах, складених пачками різної міцності, в зонах підвищеного гірничого тиску, на ділянках зависання покрівлі. Як правило, протікає в процесі виймання вугілля, але в щитових, стругових і комплексно-механізованих вибоях спостерігалося і при зупиненому виймальному обладнанні. Може передувати раптовим викидам та гірничим ударам. Розвиток явища визначає гірничий тиск, фізико-механічні властивості вугілля та бічних порід.
Прямі попереджувальні ознаки, як правило, відсутні. Побічні — підвищений тиск на привибійне кріплення, підвищене газовиділення, звукові ефекти в масиві, затиснення бурового інструмента.